# Чёрный Шишим
Чёрный Шиши́м — малая река на Среднем Урале, протекающая в основном по землям Новоуральского городского округа Свердловской области России, левый приток Большого Шишима. Длина Чёрного Шишима — 26 километров.

## География
Река Чёрный Шишим протекает с северо-востока на юго-запад в горно-лесистой части Среднего Урала, преимущественно по землям Новоуральского городского округа, образованного в границах ЗАТО города Новоуральска. Лишь на юго-западе данного муниципального образования река течёт по его границе с городским округом Первоуральск, образованной в границах одноимённой административно-территориальной единицы. Длина реки составляет 26 километров.
Исток Чёрного Шишима находится на юго-западном склоне горы Висячий Камень, к юго-западу от закрытого города Новоуральска. Далее река протекает чуть западнее садоводческих товариществ «Автозаводец-2» и «Автозаводец-1» (бывший посёлок Билимбаевские дачи), в районе которых она принимает первые притоки.
Река протекает по лесу, пересекая низину между Шаромскими и Жужинскими горами Бунарского хребта и уносит свои воды в сторону деревни Пальники. Недалеко от деревни, в 8,8 км от устья, в Чёрный Шишим впадает левый приток — Восточный Шишим. В районе Пальников во времена Российской империи добывали руду для окрестных металлургических заводов.
Чёрный Шишим, сливаясь с Казачьим Шишимом, образует новую реку — Большой Шишим — приток Чусовой. Чёрный Шишим является левым притоком Большого Шишима, а Казачий Шишим — правым.

## Данные водного реестра
По данным государственного водного реестра России, Чёрный Шишим относится к Камскому бассейновому округу. Водохозяйственный участок реки — Чусовая от города Ревды до в/п посёлка Кына, речной подбассейн — Кама до Куйбышевского водохранилища (без бассейнов рек Белой и Вятки), речной бассейн — Кама.
Код объекта в государственном водном реестре — 10010100612111100010331.

## Ихтиофауна
В Чёрном Шишиме обитают следующие виды рыб: подкаменщик обыкновенный, гольян, пескарь, уклейка, плотва, елец, язь, щука, хариус, налим.